# Isaac Kapa
Isaac Kapa (* 23. Juli 1985 in Adelaide) ist ein ehemaliger australischer Beachvolleyballspieler.

## Karriere
Kapa spielte 2007 und 2008 auf der FIVB World Tour mit Brett Richardson, hatte dabei allerdings nur hintere Platzierungen. Von 2010 bis 2012 war Sam Boehm sein Partner. Bis auf einen siebten Platz bei den Den Haag Open erreichten Kapa/Boehm keine vorderen Ränge auf der World Tour. Bei der Weltmeisterschaft 2011 in Rom schieden die Australier trotz eines Sieges über die Brasilianer Thiago/Harley nach der Vorrunde aus.
Im November 2012 gewann Kapa mit seinem neuen Partner Christopher McHugh die Asienmeisterschaft. Anfang 2013 feierten McHugh/Kapa zunächst einige Turniersiege auf der nationalen und kontinentalen Tour. Nach einem 17. Platz bei den Fuzhou Open und einem 25. Rang beim Grand Slam in Shanghai erreichten sie auf der World Tour zwei neunte Plätze in Den Haag und Rom. Sie qualifizierten sich außerdem für die Weltmeisterschaft 2013 in Stare Jabłonki. Als Vorrundenzweite und mit einem weiteren Sieg in der ersten KO-Runde erreichten sie das Achtelfinale, in dem sie sich den Brasilianern Pedro/Bruno geschlagen geben mussten. Ebenfalls Neunte wurden sie beim Grand Slam in Long Beach, bevor sie sich in Moskau auf den fünften Rang steigerten. 2014 gewannen McHugh/Kapa nach einem neunten Rang beim Grand Slam in Shanghai die ebenfalls in China ausgetragene Asienmeisterschaft. Auf der World Tour gab es anschließend zunächst zweistellige Ergebnisse, doch beim Grand Slam in Klagenfurt wurden sie mit einem Sieg gegen die Letten Samoilovs/Šmēdiņš Dritter und erhielten somit ihre erste Medaille bei einem FIVB-Turnier.
2015 erzielten McHugh/Kapa ihr bestes World-Tour-Ergebnis mit dem fünften Platz beim Grand Slam in Sankt Petersburg. Anschließend nahmen sie an der WM in den Niederlanden teil; dort kamen sie wie vor zwei Jahren als Gruppenzweite ins Achtelfinale und verloren erneut gegen brasilianische Gegner, diesmal Alison/Bruno. Bei den folgenden drei Grand Slam gab es für sie einen 17. und zwei 25. Plätze. Die World Tour 2016 eröffneten sie mit einem neunten Platz in Kisch, bevor sie vor heimischem Publikum erneut Asienmeister wurden. In der FIVB-Serie erreichten sie mit dem fünften Rang bei den Cincinnati Open und als Neunte des Moskauer Grand Slams weitere Top-Ten-Ergebnisse. In den folgenden Spielzeiten trat Kapa mit verschiedenen Partnern hauptsächlich bei nationalen Veranstaltungen an. 2020 stand er mit Glenn Piper noch einmal im Viertelfinale eines Ein-Stern-Wettbewerbs auf den Cookinseln. Nach zwei weiteren Turnieren in seinem Heimatland in der folgenden Saison beendete Isaac Kapa seine Karriere.